# اليوم العالمي لهشاشة العظام
يتم الاحتفال باليوم العالمي لهشاشة العظام World Osteoporosis Day كل عام في 20 أكتوبر، ويطلق حملة تستمر لمدة عام لزيادة الوعي العالمي بصحة العظام والوقاية من وتشخيص وعلاج هشاشة العظام وأمراض العظام الأيضية. يتم تنظيم حملة اليوم العالمي لهشاشة العظام من قبل مؤسسة هشاشة العظام الدولية (IOF)، ويصاحبها فعاليات مجتمعية وحملات محلية من قبل جمعيات مرضى هشاشة العظام الوطنية من جميع أنحاء العالم مع أنشطة في أكثر من 90 دولة.

## تاريخه
تم إطلاق اليوم العالمي لهشاشة العظام في 20 أكتوبر 1996 من قبل الجمعية الوطنية لهشاشة العظام في المملكة المتحدة وبدعم من المفوضية الأوروبية. منذ عام 1997 يتم تنظيم هذا اليوم التوعوي من قبل مؤسسة هشاشة العظام الدولية. في عامي 1998 و1999، عملت منظمة الصحة العالمية كراع مشارك لليوم العالمي لهشاشة العظام. ويصادف هذا اليوم إطلاق حملة تستمر لمدة عام لزيادة الوعي حول مرض هشاشة العظام والوقاية من الكسور الناتجة عن هشاشة العظام. منذ عام 1999.

## المناسبات السنوية
- 1996: الوعي[5]
- 1997: الوعي
- 1998: الوعي
- 1999: الكشف المبكر
- 2000: بناء صحة العظام
- 2001: نمو العظام في الشباب
- 2002: منع الكسر الأول
- 2003: جودة الحياة
- 2004: هشاشة العظام عند الرجال
- 2005: التمارين
- 2006: التغذية
- 2007: عوامل الخطر
- 2008: الدعوة إلى تغيير السياسات
- 2009: الدعوة إلى تغيير السياسات
- 2010: علامات وأعراض كسور العمود الفقري
- 2011: 3 خطوات للوقاية: الكالسيوم وفيتامين د وممارسة الرياضة
- 2012: توقف عند نقطة واحدة: اجعل استراحتك الأولى هي الأخيرة
- 2013: النساء القويات يجعلن النساء أقوى
- 2014: الرجال الحقيقيون يبنون قوتهم من الداخل
- 2015: تقديم قوة العظام
- 2016: أحب عظامك - احمِ مستقبلك
- 2017: أحب عظامك - احمِ مستقبلك
- 2018: هذه علامة - علامات كسور العمود الفقري
- 2019: هذا هو مرض هشاشة العظام - اختبار جديد للمخاطر/عبء جديد على المرضى
- 2020: هذا هو مرض هشاشة العظام - كسر عظمة يؤدي إلى كسر آخر
- 2021: اتخذ إجراءً للحفاظ على صحة العظام
- 2022: تعزيز صحة العظام
- 2023: بناء عظام أفضل
- 2024:

## انظر ايضا
احتفالات الصحة العالمية

## روابط خارجية
- اليوم العالمي لهشاشة العظام
- مؤسسة هشاشة العظام الدولية
- مؤسسة هشاشة العظام الدولية باللغة الهندية